# Euphyia interrupta
Euphyia interrupta är en fjärilsart som beskrevs av Stanislaus Klemensiewicz 1913. Euphyia interrupta ingår i släktet Euphyia och familjen mätare. Inga underarter finns listade i Catalogue of Life.